# Kazimierz Kuss
Kazimierz Kuss (ur. w 1909, zm. w 1945) – major Wojska Polskiego, uczestnik II wojny światowej w szeregach Armii Czerwonej i Wojska Polskiego.

## Życiorys
W latach 1929–1943 pełnił służbę w Armii Czerwonej. Z początkiem 1944 roku przeniesiony do 1 Korpusu Polskich Sił Zbrojnych w ZSRR, gdzie pełnił funkcję inspektora w wydziale polityczno-wychowawczym. Od marca 1944 roku był szefem wydziału polityczno-wychowawczego w 1 Dywizji Piechoty. Następnie w Zarządzie Politycznym 1 Armii Wojska Polskiego. Po oddelegowaniu do 1 pułku piechoty uczestniczył w walkach o przełamanie niemieckiej obrony na Wale Pomorskim. Poległ w czasie walk.